# Distrito Norte (Jerez de la Frontera)
Distrito Norte es uno de los siete distritos de la ciudad de Jerez de la Frontera, en la provincia de Cádiz, España. Cuenta con una población de 25.817 habitantes y una extensión 12 km². Limita con los distritos noreste, centro y oeste, además de con las pedanías de Guadalcacín y Mesas de Asta. Dentro de su término administrativo está emplazado la barriada rural de Mesas de Santa Rosa. También se puede encontrar el IFECA, el Parque González Hontoria o las Bodegas Garvey.  

## Barrios
| - Plaza del Caballo - Avd. Álvaro Domecq - Las Adelfas - Pintores de Jerez - Las Flores - El Bosque - Parque González Hontoria - San Joaquín | - Parque de Capuchinos - Torres de Córdoba - Ceret Alto - Avd. Sudamérica - Zona Hipercor - El Altillo - Montealto - Nuevo Montealto | - Albarizas de Montealto - Los Álamos de Montealto - Jacaranda - Pozoalbero - El Almendral - Edif. Huelva, Cádiz y Málaga - Polígono Santa Cruz - Ctra de Sevilla - Jerez Norte - Renfurbis |  |